# Турія (притока Великої Висі)
Турія́ (в радянських документах трапляється помилкова назва Ге́птурка) — річка в Україні, права притока Великої Висі (басейн Синюхи).

## Розташування
Протікає в межах Шполянського району Черкаської та Новомиргородського району Кіровоградської областей. Витоки розташовані на західній околиці села Лебедина. Тече спочатку на південний схід, потім на південь. Впадає до Великої Висі біля північно-західної околиці міста Новомиргорода.

## Опис
Довжина річки 26 км, площа басейну 179 км². Долина ерозійного типу, завширшки до 2 км, завглибшки до 40 м. Заплава одностороння, завширшки до 200 м, у верхів'ї заболочена. Річище звивисте, завширшки до 5 м. Похил річки 2,5 м/км.
Нині річка майже повністю замулена, але на ній розташовано кілька ставків. Найбільшим з них є Листопадівський став.

## Населені пункти (за течією)
- Лебедин
- Журавка
- Турія
- Листопадове
- Новомиргород